# Станіслав Трембецький
Станісла́в Трембе́цький (пол. Stanisław Trembecki; * 8 травня 1739 — † 12 грудня 1812) — польський поет, представник класицизму і рококо, придворний поет останнього короля Речі Посполитої Станіслава Понятовського.
Від 1802 року мешкав на Поділлі в Гранові, а згодом при дворі польського магната Станіслава Щенсного-Потоцького в Тульчині, де й помер.
Одним із найкращих творів Трембецького (який високо оцінив Адам Міцкевич), була поема «Zofijówka» (1806, французький переклад 1814), в якій Трембецький оспівав красу парку Потоцьких «Софіївка».